# Зернобобові культури

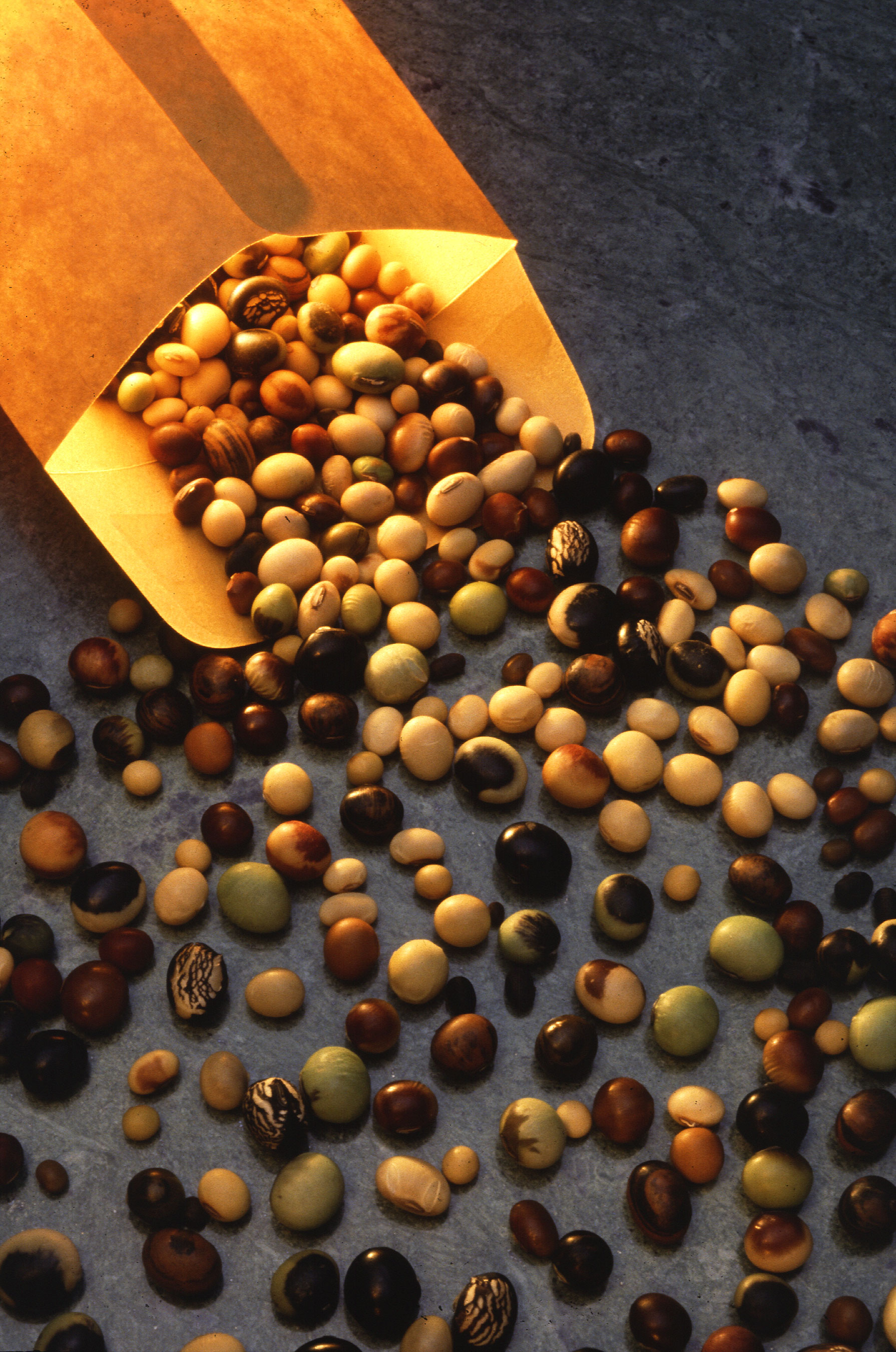
Різні види соєвих бобів — одних з найпоширеніших бобів.

Зернобобо́ві культу́ри ( англ. — Leguminous crops, зернові бобові культури, в кулінарії — просто бобові) — види рослин порядку бобових, що вирощуються заради плодів, сухе зерно з яких є продуктами харчування. До зернобобових не належать горох овочевий, вігна та стручкова квасоля, які за господарською класифікацією є овочевими культурами, а також арахіс та соєві боби, які належать до олійних культур. Також не є зернобобовими культурами види, що вирощуються виключно на корм тваринам: люпин, вика, люцерна, еспарцет, буркун тощо.
Зернобобові, так само як і продукти з них, поширені у всьому світі. Часто уживаються в азійських (японська кухня, китайська кухня, індійська кухня) і вегетаріанських стравах.

## Зернобобові культури
- Горох
- Квасоля
- Боби
- Боби мунг (маш)
- Сочевиця
- Нут (турецький горох)